# Copa de Clubes de la CECAFA 1976
La Copa de Clubes de la CECAFA 1976 fue la tercera edición de este torneo de fútbol a nivel de clubes de África organizado por la CECAFA y que contó con la participación de 8 equipos representantes de África Oriental y África Central, 2 equipos más que en la edición anterior, incluyendo por primera vez a representantes de Malaui y Somalia.
El Luo Union de Kenia venció al campeón defensor Young Africans SC de Tanzania en la final disputada en Uganda para ser campeón del torneo por primera ocasión.

## Fase de grupos

### Grupo A
| Luo Union        | 2-1 | Express FC       |
| Jeshi FC         | 0-0 | MBC Municipality |
| Express FC       | 0-0 | Jeshi FC         |
| Luo Union        | 3-1 | MBC Municipality |
| Jeshi FC         | 0-0 | Luo Union        |
| MBC Municipality | 0-1 | Express FC       |

| Club             | G | E | P | GF | GC | Pts |
| ---------------- | - | - | - | -- | -- | --- |
| Luo Union        | 2 | 1 | 0 | 5  | 2  | 5   |
| Express FC       | 1 | 1 | 1 | 2  | 2  | 3   |
| Jeshi FC         | 0 | 3 | 0 | 0  | 0  | 3   |
| MBC Municipality | 0 | 1 | 2 | 1  | 4  | 1   |

### Grupo B
| Young Africans SC  | 2-1 | Mseto Sports SC    |
| Bata Bullets       | 1-2 | Green Buffaloes FC |
| Mseto Sports SC    | 2-2 | Green Buffaloes FC |
| Bata Bullets       | 1-3 | Young Africans SC  |
| Green Buffaloes FC | 0-2 | Young Africans SC  |
| Mseto Sports SC    | 2-1 | Bata Bullets       |

| Club               | G | E | P | GF | GC | Pts |
| ------------------ | - | - | - | -- | -- | --- |
| Young Africans SC  | 3 | 0 | 0 | 7  | 2  | 6   |
| Mseto Sports SC    | 1 | 1 | 1 | 5  | 5  | 3   |
| Green Buffaloes FC | 1 | 1 | 1 | 4  | 5  | 3   |
| Bata Bullets       | 0 | 0 | 3 | 3  | 7  | 0   |

## Semifinales
| Equipo 1          | Resultado | Equipo 2        |
| ----------------- | --------- | --------------- |
| Luo Union         | 5-0       | Mseto Sports SC |
| Young Africans SC | 3-0       | Express FC      |

## Final
| Equipo 1          | Resultado | Equipo 2  |
| ----------------- | --------- | --------- |
| Young Africans SC | 1-2       | Luo Union |

## Campeón
| Copa de Clubes de la CECAFA 1976 |
| -------------------------------- |
| Bandera de Kenia                 |
| Luo Union 1º Título              |